# Carl-Emil Berglin

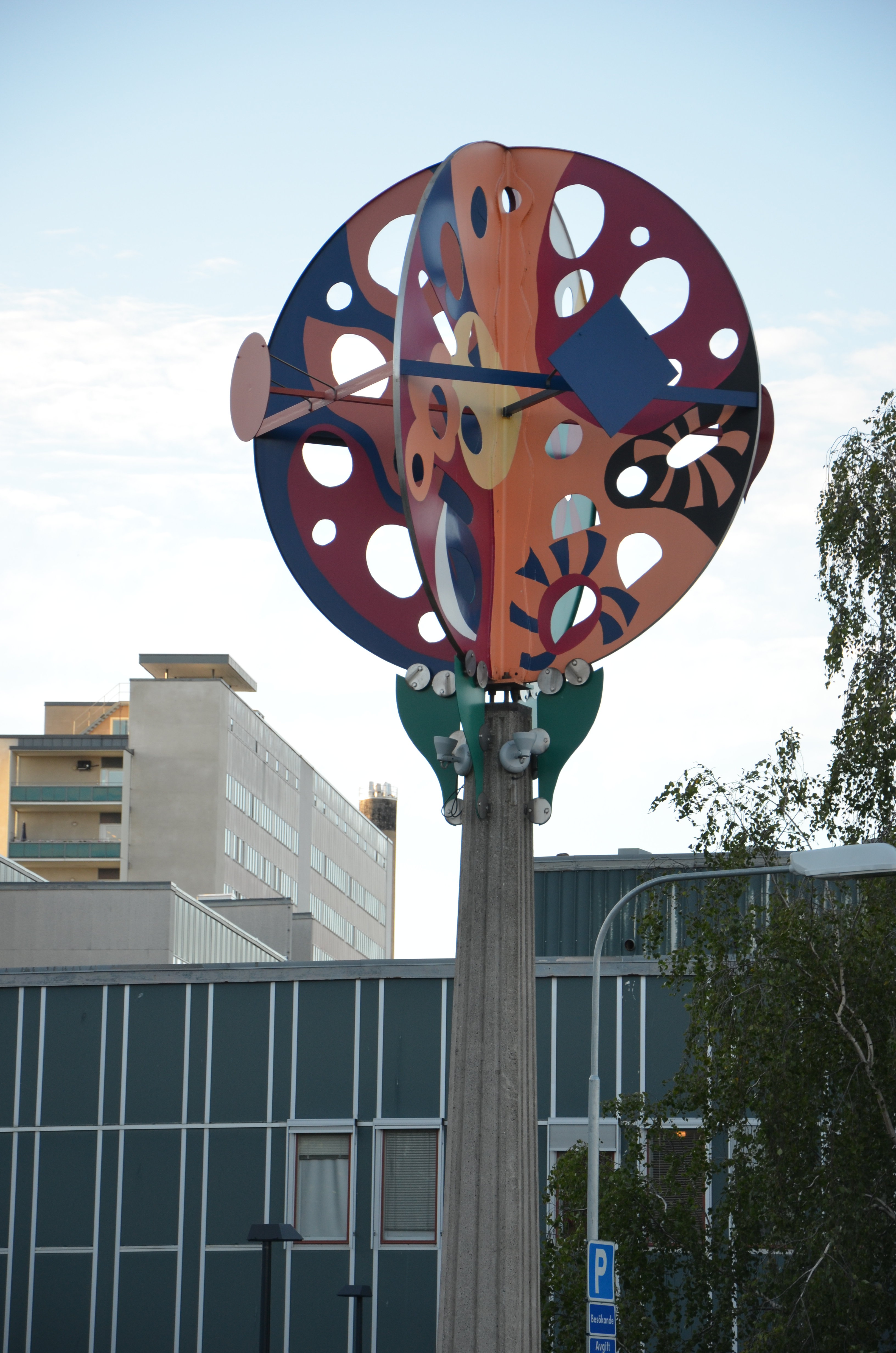
Blommande träd i Danderyd

Carl-Emil Berglin, folkbokförd Karl Emil Berglin, född 5 maj 1915 i Högbo församling, nuvarande Sandvikens kommun, Gävleborgs län, död 20 november 2009 i Tillinge församling i Uppsala län, var en svensk skulptör och målare. 
Berglin utbildades vid Kungliga konsthögskolan 1944-1949 samt under studieresor i de nordiska grannländerna. Han medverkade i samlingsutställningar med Sveriges allmänna konstförening. Bland hans offentliga arbeten märks Kunskapens träd utförd i corténplåt i Västerås, blommande träd av färglagda plåtskivor för Danderyds sjukhus, Molnet i aluminium för Skuru skola, Vattendjur vid åkanten i Enköping. Han har gjort friskulpturer och porträttbyster, bland annat av skådespelaren Holger Löwenadler.
Han var son till verkmästaren Carl G. Berglin och Emilia Bjurling och från 1944 gift med Inga Margareta Hellman och från 1953 med Lott-Lis Johansson (1916–1982) och 1993 med Regina Lehne (1929–1996).

## Offentliga verk i urval
- Familjen, två reliefer i trä, 1970, entrén till hälsocentralen i Hofors
- Kunskapens träd i cortenstål, 1980, Viktor Larssons plats i Västerås
- Blommande träd, polykrom plåt, Danderyds sjukhus
- Molnet i aluminium, Skuru skola i Nacka[4]
- Skogsdunge i Andersberg i Gävle
- Klotet, skulpturgrupp, koppar, stål och betong, 1974, tre enheter på Jerntorget i Sandviken
- Vattendjur i Enköping
- Labyrint, betong, Barnängsgatan 34 på Södermalm i Stockholm
- Trädet, rostfritt stål, Barnängsgatan 44 på Södermalm i Stockholm
- Konstverk i utskuret trä, 1977, fasaden till Rättscentrum i Luleå
- Rörelse vid Västerås folkpark, 1984[3]

## Bildgalleri

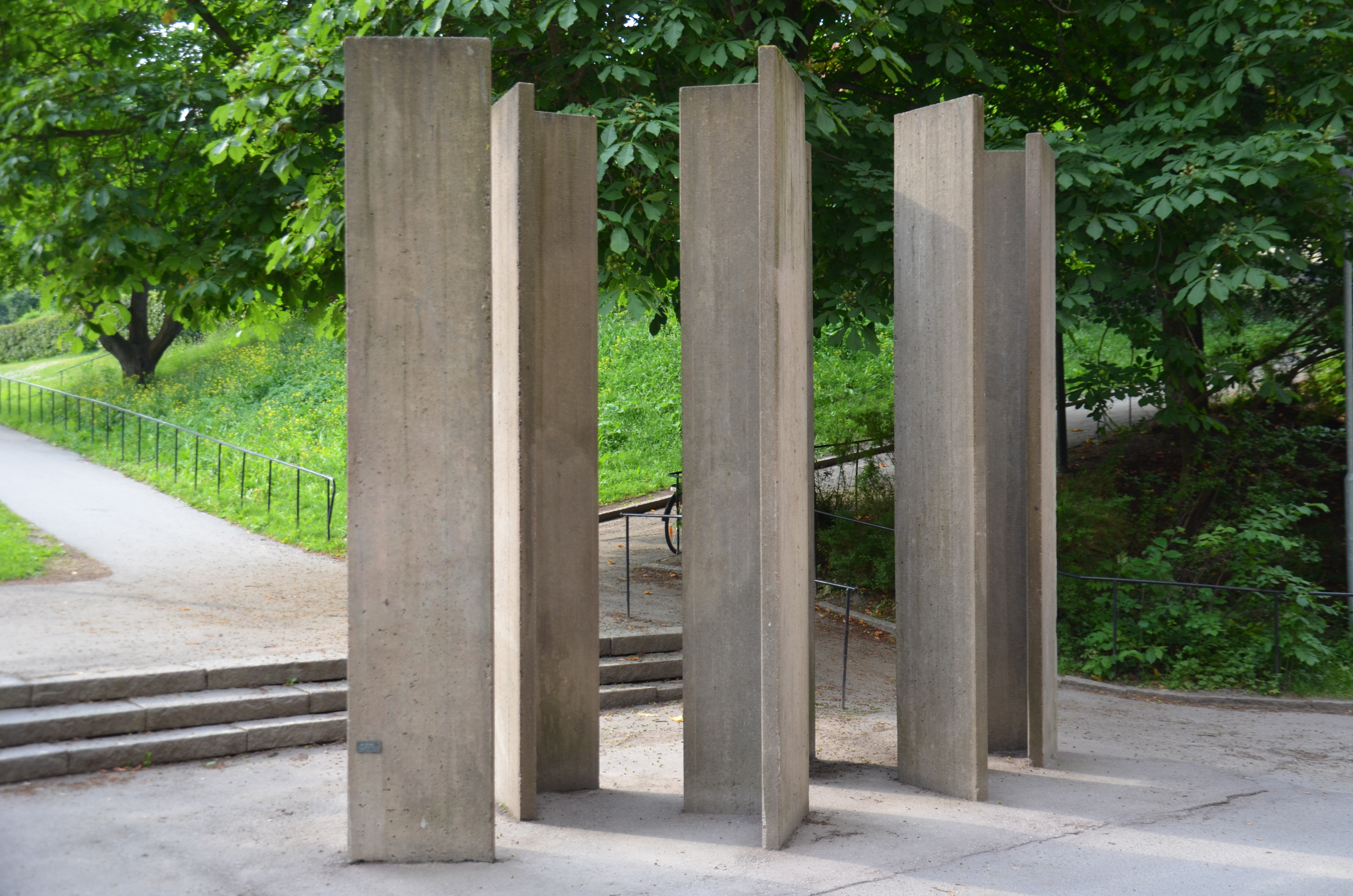
Labyrint i Stockholm
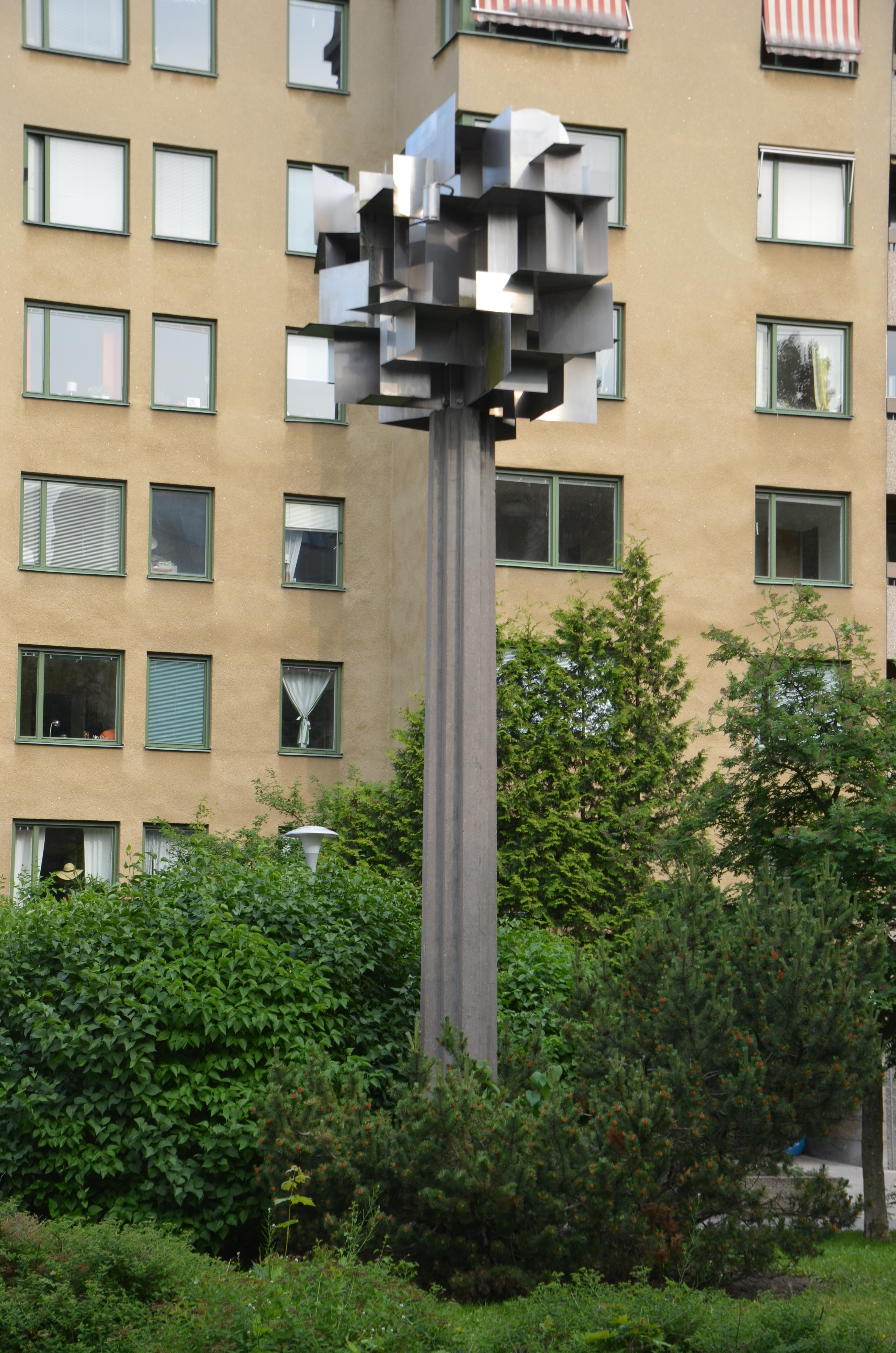
Trädet i Stockholm